# Lampart (powieść)

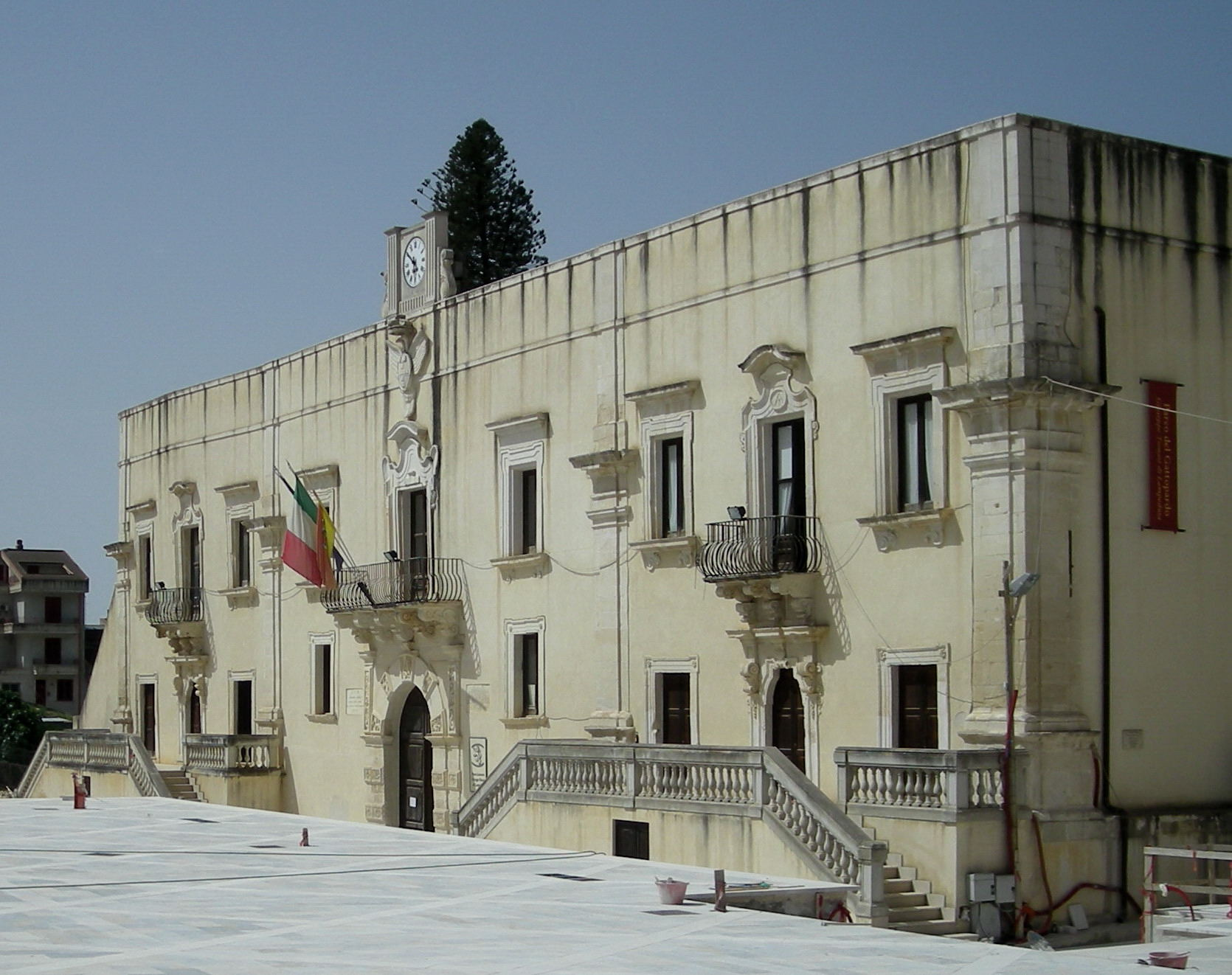
Palazzo Filangeri-Cutò (Palazzo Gattopardo) w mieście Santa Margherita di Belice na Sycylii. Znany jako „Donnafugata” w powieści „Lampart”.

Lampart (wł. Il Gattopardo) – powieść włoskiego pisarza Giuseppego Tomasiego di Lampedusy, opublikowana w 1958, rok po śmierci autora.
Dzieło, napisane w konwencji powieści XIX-wiecznej, ukazuje schyłek świata starej burbońskiej arystokracji na Sycylii w czasach zjednoczenia Włoch.
W 1959 roku powieść wyróżniono  najbardziej prestiżową włoską nagrodą literacką – Nagrodą Stregi.

## Fabuła
Akcja powieści rozgrywa się na przestrzeni pół wieku na Sycylii. Rozpoczyna się w 1860, ostatnie jej rozdziały za tło mają wydarzenia XX wieku. Główną postacią Lamparta jest książę Fabrizio Salina, głowa możnego sycylijskiego rodu, tytułowy Lampart. Na wyspie triumfują żołnierze Giuseppe Garibaldiego, arystokracja stopniowo traci wpływy. Salina próbuje znaleźć swe miejsce w nowych, jednoczących się Włoszech. Zachodzące zmiany symbolizuje małżeństwo Tancrediego, cynicznego siostrzeńca księcia z pochodzącą z mieszczaństwa żywiołową Angeliką.

## Adaptacja
W 1963 Lampart został sfilmowany przez włoskiego reżysera Luchina Viscontiego, z gwiazdorską obsadą – w rolach głównych wystąpili Burt Lancaster (jako tytułowy Lampart – książę Fabrizio Salina), Alain Delon i Claudia Cardinale. Film zdobył wiele nagród i wyróżnień – na festiwalu w Cannes w 1963 został wyróżniony Złotą Palmą. Znalazł się także na watykańskiej liście 45 filmów fabularnych, które propagują szczególne wartości religijne, moralne lub artystyczne, a w plebiscycie krytyków filmowych, zorganizowanym w 2022 r. przez czasopismo Brytyjskiego Instytutu Filmowego „Sight & Sound”, zajął 90. miejsce.
W 1975 Lampart został zrealizowany w cyklu radiowym powieść w wydaniu dźwiękowym. Powstało 10 odcinków, które reżyserował Juliusz Owidzki. W słuchowisku wystąpili m.in.: Gustaw Holoubek, Maria Homerska, Magdalena Zawadzka, Marek Walczewski, Andrzej Seweryn, Karol Strasburger, Henryk Borowski, Wacław Kowalski, Kazimierz Dejunowicz, Krzysztof Kalczyński i Witold Kałuski.
W październiku 2009 ukazał się nowy polski przekład najsłynniejszej książki autora, pod tytułem Gepard (ISBN 978-83-60318-77-5).